# Милдред Пирс (мини-сериал)
«Ми́лдред Пирс» (англ. Mildred Pierce) — американский пятисерийный мини-сериал производства HBO, адаптация одноимённого романа Джеймса Кейна. Режиссёр — Тодд Хейнс, в главной роли — Кейт Уинслет. Премьера в США состоялась 27 марта 2011 года на телеканале HBO.

## Сюжет
В центре истории находится домохозяйка средних лет по имени Милдред Пирс, от которой ушёл муж. Но главная героиня не опускает руки и старается наладить свою жизнь и жизнь своих детей.

## В ролях
- Кейт Уинслет — Милдред Пирс
- Гай Пирс — Монти Берагон
- Эван Рэйчел Вуд — Веда Пирс
- Джеймс Легро — Уолли Бёрген
- Мелисса Лео — Люси Гесслер
- Брайан Ф. О’Бирн — Альберт Пирс
- Мэр Уиннингэм — Айда Корвин
- Марин Айрленд — Летти
- Морган Тёрнер — Веда Пирс (11 лет)
- Хоуп Дэвис — миссис Форрестер
- Мириам Шор — Анна
- Куинн Макколган — Рэй Пирс

## Отзывы
Мини-сериал получил в основном положительные отзывы. На сайте Metacritic средний рейтинг фильма составляет 69 баллов из 100 на основе 28 обзоров. Писатель Стивен Кинг в рецензии для Newsweek похвалил игру Уинслет, Пирса и Вуд и высоко оценил внимание к деталям, но при этом был недоволен тем, что сериал слишком длинный.

## Рейтинги
| Серии                        | Дата показа         | Количество зрителей |
| ---------------------------- | ------------------- | ------------------- |
| Часть первая, Часть вторая   | 27 марта 2011 года  | 1,270 млн           |
| Часть третья                 | 3 апреля 2011 года  | 0.987 млн           |
| Часть четвертая, Часть пятая | 10 апреля 2011 года | 0.964 млн           |

## Награды и номинации
- 2011 — 5 прайм-таймовых премий «Эмми»: лучшая актриса в мини-сериале или телефильме (Кейт Уинслет), лучший актёр второго плана в мини-сериале или телефильме (Гай Пирс), лучший кастинг в мини-сериале или телефильме (Лора Розенталь), лучшая оригинальная музыка в мини-сериале или телефильме (Картер Бёруэлл), лучшая работа художника в мини-сериале или телефильме (Марк Фридберг, Питер Рогнесс, Эллен Кристиансен). Кроме того, лента получила 16 номинаций.
- 2011 — две премии Спутник за лучший мини-сериал или телефильм и за лучшую женскую роль в мини-сериале или телефильме (Кейт Уинслет), а также две номинации: лучшая женская роль второго плана в сериале, мини-сериале или телефильме (Эван Рэйчел Вуд), лучшая мужская роль второго плана в сериале, мини-сериале или телефильме (Гай Пирс).
- 2011 — премия Американского общества специалистов по кастингу за лучший кастинг в мини-сериале или телефильме (Лора Розенталь).
- 2012 — премия Гильдии киноактёров США за лучшую женскую роль в мини-сериале или телефильме (Кейт Уинслет), а также номинация за лучшую мужскую роль в мини-сериале или телефильме (Гай Пирс).
- 2012 — премия «Золотой глобус» за лучшую женскую роль в мини-сериале или телефильме (Кейт Уинслет), а также 3 номинации: лучший мини-сериал или телефильм, лучшая женская роль второго плана в мини-сериале или телефильме (Эван Рэйчел Вуд), лучшая мужская роль второго плана в мини-сериале или телефильме (Гай Пирс).
- 2012 — премия Гильдии художников-постановщиков США в категории «Лучший художник-постановщик в телефильме или мини-сериале».
- 2012 — номинация на премию Гильдии сценаристов США за лучший адаптированный сценарий — длинная форма (Тодд Хейнс, Джон Реймонд).